# Maison au 11, rue des Juifs à Strasbourg
La maison au 11, rue des Juifs est un monument historique situé à Strasbourg, dans le département français du Bas-Rhin.

## Localisation
Ce bâtiment est situé au 11, rue des Juifs à Strasbourg.

## Historique
L'édifice fait l'objet d'une inscription au titre des monuments historiques depuis 1929.

## Architecture

Vue de la façade.